# Костромская епархия
Костромска́я епархия — епархия Русской православной церкви, объединяющая приходы и монастыри в западной части Костромской области (в границах городов Кострома, Буй и Волгореченск, а также Буйского, Костромского, Красносельского, Нерехтского, Судиславльского и Сусанинского районов). Входит в состав Костромской митрополии.
Епархиальный центр — Кострома. Кафедральный собор с 2023 года — воссозданный Богоявленский в Костромском кремле. Планируется воссоздание Успенского кафедрального собора.
Правящий архиерей — митрополит Костромской и Нерехтский Ферапонт (Кашин).

## История
По поводу истории православия в Костромском крае до образования особой епархии в Костроме костромской церковный историк и краевед XIX века протоиерей Михаил Диев писал: «Костромская сторона с самого начала в ней веры христианской, принадлежала Ростовской епархии — как дело проповеди ростовских архиереев. По кончине государя Всеволода Георгиевича, именуемого Великим Гнездом, Кострома досталась в удел второму сыну его, великому князю Георгию II, и когда Георгий по вражде с братом Константином, ростовским князем, 1213 года испросил себе особого архиерея и основал для своих владений в Суздале от дельную от Ростова епископию, в это время Костромская сторона, как принадлежность великого княжества, от Ростовской епархии вступила в состав Суздальской. Когда же митрополит всея России Максим, 1299 года закрывши свою епископию в Суздале, основал своё местопребывание во Владимире, с той поры Костромская сторона взошла в состав митрополичьей области. Таким образом, Костромская сторона, до самого учреждения в ней епархии, находилась в непосредственном управлении священноначальников земли Русской…»
С учреждением в 1589 году патриаршества Кострома и Галич вошли в состав патриаршей области, ставшей затем — после упразднения патриаршества и создания в 1721 году Святейшего Синода — синодальной. 1 сентября 1742 года синодальная область была преобразована в Московскую епархию.
18 июня 1744 года Синод направил императрице Елизавете Петровне «всеподданейший доклад», в котором «для лучшего церквей святых правления и учреждения церковного благочиния» предлагал учредить во Владимире, Костроме, Переславле-Залесском и Тамбове новые епископские кафедры. 16 июля 1744 года, императрица Елисавета Петровна подписала указ об учреждении в четырёх «знатных городах», в том числе и «на Костроме», епископских кафедр. Епископом был назначен Симон (Тодорский), который однако не успел посетить свой кафедральный город. Первое время ему, как члену Святейшего Синода, необходимо было оставаться в столице, а уже 18 августа 1745 года, он был переведён на Псковскую кафедру.
Согласно докладу Синода от 18 июня 1744 года, в Костромской и Галичской провинциях 786 церквей, 27 мужских и 8 женских монастырей.
С перемещением епископа Симона (Тодорского), в Кострому был назначен ректор Киевской Духовной академии архимандрит Сильвестр (Кулябка), рукоположённый во епископа Костромского и Галичского в Санкт-Петербурге 10 ноября 1745 года. Новый епископ прибыл в Кострому в конце января 1746 года и поселился в Свято-Троицком Ипатьевском монастыре, который до 1918 года стал официальной резиденцией костромских архиереев.
В 1908 году в составе епархии были: 21 монастырь, 28 соборов, 1104 церкви (в том числе 1015 приходских, 23 домовых, 22 приписных и 44 кладбищенских), 1711 часовен и 679 библиотек при храмах.
С 1942 по 1946 год Костромской епархией управляли ярославские архиереи — архиепископ Иоанн (Соколов) и архиепископ Алексий (Сергеев). В 1989 году в епархии было 64 действующих храма и ни одного монастыря.
Решением Священного Синода от 27 декабря 2016 года из состава епархии выделена Галичская епархия. Костромская епархия включена в состав Костромской митрополии. Правящему архиерею Синод постановил иметь титул «Костромской и Нерехтский».

## Архипастыри
- 31 марта — 18 августа 1745 - Симон (Тодорский)
- 18 ноября 1745 — 25 апреля 1750 - Сильвестр (Кулябка)
- 16 апреля 1753 — 1 августа 1757 - Геннадий (Андреевский)
- 21 мая 1758 — 16 июня 1769 - Дамаскин (Аскаронский)
- 6 сентября 1769 — 31 марта 1778 - Симон (Лагов)
- 15 апреля 1778 — 15 января 1800 - Павел (Зернов)
- 4 марта 1800 — 9 декабря 1811 - Евгений (Романов)
- 17 марта 1812 — 4 июня 1817 - Сергий (Крылов-Платонов)
- 19 августа 1817 — 6 апреля 1830 - Самуил (Запольский-Платонов)
- 26 мая 1830 — 26 сентября 1836 - Павел (Подлипский)
- 26 сентября 1836 — 14 ноября 1842 - Владимир (Алаудин)
- 14 ноября 1842 — 11 августа 1845 - Виталий (Щепотев)
- 11 августа 1845 — 25 февраля 1850 - Иустин (Михайлов)
- 25 февраля 1850 — 19 августа 1853 - Леонид (Зарецкий)
- 19 августа 1853 — 15 февраля 1857 - Филофей (Успенский)
- 15 февраля 1857 — 13 мая 1877 - Платон (Фивейский)
- 11 февраля 1878 — 7 июня 1883 - Игнатий (Рождественский)
- 6 августа 1883 — 16 декабря 1888 - Александр (Кульчицкий)
- 24 декабря 1888 — 14 декабря 1891 - Августин (Гуляницкий)
- 14 декабря 1891 — 30 мая 1905 - Виссарион (Нечаев)
- 16 июня 1905 — 11 июля 1914 - Тихон (Василевский)
- 11 июля 1914 — 23 августа 1918 - Евгений (Бережков)
- 18 марта 1918 — 21 октября 1918 - Евдоким (Мещерский)
- 23 августа 1918 — 13 мая 1919 - Филарет (Никольский)
- 1920—1922 - Севастиан (Вести)
- июнь — 16 июля 1922 - Серафим (Мещеряков)
- июль-сентябрь 1923, нач. 1924 — 8 декабря 1929 - Севастиан (Вести)
- 13 декабря 1929 — 25 июня 1930 - Димитрий (Добросердов)
- 25 июня — 13 августа 1930 - Гурий (Степанов)
- 13 августа 1930 — 13 мая 1932 - Димитрий (Добросердов)
- 10 июня 1932 — август 1937 - Никодим (Кротков)
- 13 августа — 2 декабря 1937 - Феодосий (Кирика)
- 1937—1945 — кафедра вдовствовала
- начало 1946 — 16 ноября 1953 - Антоний (Кротевич)
- 30 ноября 1953 — 11 ноября 1954 - Иоанн (Разумов)
- 11 ноября 1954 — 17 сентября 1956 - Арсений (Крылов)
- 17 сентября 1956 — 15 июня 1959 - Сергий (Костин)
- 1 ноября 1959 — 16 марта 1961 - Пимен (Извеков)
- 16 марта 1961 — 5 июля 1961 - Иоанн (Лавриненко)
- 5 мая — 5 июля 1961 - Донат (Щеголев)
- 10 августа 1961 — 21 апреля 1964 - Никодим (Руснак)
- 20 мая 1964 — 30 ноября 1988 - Кассиан (Ярославский)
- 30 ноября 1988 — 14 сентября 1989 - Иов (Тывонюк)
- 27 сентября 1989 — 5 марта 2010 - Александр (Могилёв)
- 5 марта 2010 — 3 декабря 2013 - Алексий (Фролов)
- с 25 декабря 2013 - Ферапонт (Кашин)

## Викариатства
- Ветлужское (недейств.)
- Кинешемское (ныне самостоятельная епархия)
- Макарьевское (недейств.)
- Нерехтское (недейств.)

## Благочиния
По состоянию на февраль 2024 года епархия разделена на восемь церковных округов:
- 1-е (Костромское) благочиние (30 приходов в Костроме)
- 2-е (Костромское) благочиние (14 приходов в Костроме и Костромском районе)
- 3-е (Костромское) благочиние (23 прихода в Костромском районе)
- 4-е (Нерехтское) благочиние (12 приходов в Нерехтском районе)
- 5-е (Волгореченское) благочиние (13 приходов в Волгореченске и Нерехтском, Костромском, Красносельском районах)
- 6-е (Красносельское) благочиние (8 приходов в Красносельском районе)
- 7-е (Буйское) благочиние (19 приходов в Буйском и Сусанинском районах)
- 8-е (Судиславское) благочиние (10 приходов в Судиславском районе)

## Монастыри
- Свято-Троицкий Ипатьевский монастырь (Кострома)
- Богоявленско-Анастасиин монастырь (Кострома)
- Знаменский монастырь (Кострома)
- Никольский Староторжский монастырь
- Монастырь иконы Божией Матери «Умиление»
- Предтеченский Иаково-Железноборовский монастырь (Буйский район)
- Макариево-Писемский монастырь (Буйский район)
- Монастырь Святых Царственных Страстотерпцев (Сусанинский район)
- Троице-Сыпанов Пахомиево-Нерехтский монастырь (Нерехтский район)
- Успенская Тетеринская пустынь (Нерехтский район)
- Бельбатский женский монастырь